# Georg Fohrer
Georg Fohrer (* 6. September 1915 in Krefeld; † 4. Dezember 2002 in Jerusalem) war ein deutscher evangelischer Theologe und ordentlicher Professor für Alttestamentliche Wissenschaft.

## Leben
Georg Fohrer studierte von 1934 bis 1938 Evangelische Theologie und vergleichende Religionswissenschaft an den Universitäten Marburg und Bonn. Die Promotion zum Dr. phil. erfolgte 1939 (Der heilige Weg. Eine religionswissenschaftliche Untersuchung. Düsseldorf 1939), zum Dr. theol. 1944 (Die symbolischen Handlungen der alttestamentlichen Propheten.). Fohrer habilitierte sich 1949, dozierte in Marburg und wurde 1954 zum außerplanmäßigen Professor ernannt. In den Jahren 1954 bis 1962 nahm er einen Lehrauftrag an der Evangelisch-Theologischen Fakultät der Universität Wien wahr. Im Jahre 1962 erhielt er einen Ruf an die Universität Erlangen, wo er bis zu seiner Emeritierung 1979 blieb.
Nach seiner Emeritierung konvertierte Fohrer zum Judentum, unterstützte den Zionismus und lebte in Jerusalem, wo er 2002 nach langer und schwerer Krankheit verstarb.
Fohrer war Ehrendoktor der Universitäten Marburg, Aberdeen und St Andrews und Ehrenmitglied zahlreicher gelehrter Gesellschaften. Neben seinen Veröffentlichungen, die in mehrere Sprachen übersetzt wurden, war Fohrer auch (Mit-)Herausgeber der Zürcher Bibelkommentare, der Theologischen Realenzyklopädie sowie der Zeitschrift für die Alttestamentliche Wissenschaft (ZAW). Letztere hatte unter der Herausgeberschaft von Johannes Hempel während der nationalsozialistischen Zeit in ihrem Ansehen stark gelitten.

## Veröffentlichungen (in Auswahl)
- Die Hauptprobleme des Buches Ezechiel, Berlin 1952 (Habilitationsschrift)
- Ezechiel. Mit einem Beitrag von Kurt Galling. Handbuch zum Alten Testament, Erste Reihe, Band 13, Tübingen 1955.
- Studien zur alttestamentlichen Prophetie, Berlin 1967
- Das Buch Hiob. Kommentar zum Alten Testament, Band XVI, Gütersloh 1963 (2. Auflage, bibliographisch erweitert 1989)
- Geschichte der israelitischen Religion. Berlin: de Gruyter 1969.
- Hebräisches und aramäisches Wörterbuch zum Alten Testament. Herausgegeben von Georg Fohrer in Gemeinschaft mit Hans Werner Hoffmann, Friedrich Huber, Jochen Vollmer, Gunther Wanke, Berlin 1970
- Exegese des Alten Testaments: Einführung in die Methodik. Heidelberg 1973, 21976, 31979, 41983, 51989, 61993.
- Die Propheten des Alten Testaments, Gütersloh 1974–1976 (6 Bände)
- Geschichte Israels: von den Anfängen bis zur Gegenwart. Heidelberg 1977, 21979, 31982, 41985, 51990, 61995.
- Einleitung in das Alte Testament: Begründet von Ernst Sellin. Neubearbeitet von Georg Fohrer. Heidelberg 121979.
- Erzähler und Propheten im Alten Testament. Geschichte der israelitischen und frühjüdischen Literatur, Heidelberg u. Wiesbaden 1988.